# Maps.me
Maps.me هو تطبيق محمول لأنظمة أندرويد وآي أو إس وبلاك بيري يوفر خرائط لا تحتاج لاتصال انترنت بالاعتماد على بيانات خريطة الشارع المفتوحة، في نوفمبر 2014 استحوذت عليه مايل رو وأصبح جزء من My.com وهي ثاني أكبر شركة إنترنت في روسيا، وفي سبتمر 2015 أصبح التطبيق مفتوح المصدر. لغاية بيعه لـDaegu Limited وإغلاق مصدره، مما أدى لإنشاء برنامج أورقانك مابس على المصدر القديم للبرنامج.

## روابط خارجية
- Maps.me على موقع Open Hub (الإنجليزية)
- Maps.me على موقع Framasoft (الفرنسية)
- Maps.me على موقع Google Play (الإنجليزية)